# Associazione Calcio Pavia 1979-1980
Questa voce raccoglie le informazioni riguardanti l'Associazione Calcio Pavia nelle competizioni ufficiali della stagione 1979-1980.

## Stagione
Dopo Gigi Bisleri, le due promozioni e le tre stagioni della rinascita pavese, per questa stagione sulla panchina del Pavia siede il brianzolo Dino Dolci. Lascia Pavia il goleador Walter Puricelli che nelle ultime cinque stagioni ha realizzato 69 reti, con un concreto contributo alla rinascita, al suo posto arriva da Casteggio Virginio Negri, il ragazzo di Landriano non tradisce le attese realizzando 10 reti.
Quando la Lega comunica la composizione dei gironi, il Pavia trova la sorpresa di dover lasciare l'abituale compagnia delle squadre lombardo venete, per gli infuocati terreni liguri e toscani. Nel girone A vincono il girone e salgono in Serie C1 il Prato e lo Spezia, il Pavia ottiene 15 punti nel girone di andata e 16 nel ritorno, chiudendo la stagione con 31 punti e mantenendo la categoria.
Nella Coppa Italia di Serie C il Pavia disputa prima del campionato il terzo girone di qualificazione, che promuove ai Sedicesimi di finale il Novara.

## Rosa
| N. |                   | Ruolo | Calciatore              |
| -- | ----------------- | ----- | ----------------------- |
|    | Italia (bandiera) | D     | Roberto Bergamaschi     |
|    | Italia (bandiera) | C     | Giambattista Bianchessi |
|    | Italia (bandiera) | D     | Federico Bianchi        |
|    | Italia (bandiera) | P     | Franco Casiraghi        |
|    | Italia (bandiera) | D     | Francesco Crotti        |
|    | Italia (bandiera) | C     | Giangiacomo De Fiorido  |
|    | Italia (bandiera) | C     | Mario Guarisco          |
|    | Italia (bandiera) | A     | Gianluigi Losio         |
|    | Italia (bandiera) | D     | Sandro Mafioletti       |
|    | Italia (bandiera) | P     | Renato Marson           |
|    | Italia (bandiera) | C     | Oreste Morgia           |

| N. |                   | Ruolo | Calciatore        |
| -- | ----------------- | ----- | ----------------- |
|    | Italia (bandiera) | A     | Virginio Negri    |
|    | Italia (bandiera) | C     | Fabio Nicosia     |
|    | Italia (bandiera) | A     | Roberto Ninni     |
|    | Italia (bandiera) | P     | Adelmo Pacini     |
|    | Italia (bandiera) | C     | Gaetano Paolillo  |
|    | Italia (bandiera) | C     | Sandro Pietta     |
|    | Italia (bandiera) | A     | Alberto Ravizzini |
|    | Italia (bandiera) | C     | Giuseppe Regali   |
|    | Italia (bandiera) | C     | Albino Sabbioni   |
|    | Italia (bandiera) | D     | Giampiero Scotti  |
|    | Italia (bandiera) | A     | Walter Vercesi    |

## Risultati

### Serie C2 girone A

#### Girone di andata
| Arbitro: | Gava (Conegliano) |

|                |           |  |
| Bianchessi 86’ | Marcatori |  |

| Arbitro: | Pavirani (Cesena) |

|                 |           |  |
| Luconi 77’, 87’ | Marcatori |  |

| Arbitro: | Dalfovo (Trento) |

|                           |           |  |
| Paolillo 13’ Sabbioni 71’ | Marcatori |  |

| Arbitro: | Tuveri (Cagliari) |

|  |           |             |
|  | Marcatori | 41’ Luccini |

| Arbitro: | Ramacci (Latina) |

|                |           |           |
| Cervellati 78’ | Marcatori | 59’ Negri |

| Arbitro: | Di Sabatino (Teramo) |

|                    |           |  |
| Novelli 54’ (rig.) | Marcatori |  |

| Arbitro: | Righetti (Finale Emilia) |

|           |           |  |
| Negri 17’ | Marcatori |  |

| Arbitro: | Perdonò (Foggia) |

|                     |           |            |
| A. Bertoni 16’, 46’ | Marcatori | 88’ Regali |

| Arbitro: | Creati (Catania) |

|  |           |                 |
|  | Marcatori | 88’ Bucciarelli |

| Arbitro: | Fassari (Catania) |

|                                     |           |  |
| Tentorio 48’ Bronzini 62’ Giani 71’ | Marcatori |  |

| Arbitro: | Casciello (Nola) |

|                          |           |  |
| Paolillo 15’ Bianchi 43’ | Marcatori |  |

| Arbitro: | Bin (Torino) |

|                        |           |                      |
| Ratto 67’ Altovino 70’ | Marcatori | 48’ Negri 77’ Morgia |

| Arbitro: | Giannoni (Jesi) |

|            |           |               |
| Morgia 58’ | Marcatori | 79’ Ferradini |

| Arbitro: | Rainone (Nola) |

|                |           |  |
| Giulianini 73’ | Marcatori |  |

| Arbitro: | Gava (Treviso) |

|                     |           |               |
| Negri 39’ Losio 69’ | Marcatori | 37’ Pazzaglia |

| Arbitro: | Laudato (Taranto) |

|              |           |  |
| Dogliano 54’ | Marcatori |  |

| Arbitro: | Lugli (Reggio Emilia) |

|            |           |  |
| Regali 88’ | Marcatori |  |

#### Girone di ritorno
| Arbitro: | Ramacci (Latina) |

|                               |           |           |
| Quagliaroli 53’ Racchetta 75’ | Marcatori | 58’ Negri |

| Arbitro: | Marascia (Roma) |

|                               |           |  |
| Mambrini 7’ (aut.) Morgia 61’ | Marcatori |  |

| Arbitro: | Tagliapietra (Vicenza) |

|                |           |            |
| Fraschetti 36’ | Marcatori | 49’ Regali |

| Arbitro: | Andreozzi (Frosinone) |

|                   |           |                     |
| Di Iorio 46’, 75’ | Marcatori | 88’ (rig.) Paolillo |

| Arbitro: | Vecchiatini (Bologna) |

|                     |           |  |
| Losio 10’ Negri 54’ | Marcatori |  |

| Arbitro: | Coppetelli (Tivoli) |

|                                   |           |  |
| Bergamaschi 48’ (rig.) Morgia 65’ | Marcatori |  |

| Arbitro: | Bragagnini (Udine) |

|               |           |              |
| Prunecchi 77’ | Marcatori | 73’ Guarisco |

| Arbitro: | Ongaro (Rovigo) |

|                      |           |                                     |
| Morgia 51’ Negri 63’ | Marcatori | 49’ Bartolini 88’ (rig.) M. Bianchi |

| Arbitro: | Viterbo (Ivrea) |

|                 |           |  |
| Bucciarelli 71’ | Marcatori |  |

| Arbitro: | Baldacci (Torino) |

|                    |           |             |
| Paolillo 2’ (rig.) | Marcatori | 15’ Baglini |

| Arbitro: | Jacobello (Catania) |

|              |           |  |
| Tresoldi 63’ | Marcatori |  |

| Arbitro: | Cucè (Messina) |

|           |           |            |
| Negri 18’ | Marcatori | 66’ Pincio |

| Montecatini Terme 11 maggio 1980 30ª giornata | Montecatini       | 0 – 0 | Pavia | Stadio Comunale\| Arbitro: \| Balsamo (Cosenza) \| |
| Arbitro:                                      | Balsamo (Cosenza) |       |       |                                                    |

| Arbitro: | Lorenzetti (Macerata) |

|            |           |  |
| Morgia 10’ | Marcatori |  |

| Arbitro: | V. Damiani (Ascoli Piceno) |

|                                     |           |              |
| Doveri 28’ Macchi 66’ Pazzaglia 78’ | Marcatori | 29’ Guarisco |

| Arbitro: | Lugli (Reggio Emilia) |

|                                                 |           |  |
| Paolillo 10’, 25’, 69’ Negri 61’, 67’ Losio 81’ | Marcatori |  |

| Arbitro: | Sguizzato (Verona) |

|                                                    |           |  |
| Barbuti 18’, 34’, 67’, 80’ Fazio 25’ Bongiorni 55’ | Marcatori |  |

### Coppa Italia

#### Terzo girone
| Arbitro: | Baldacci (Torino) |

|                          |           |                        |
| Ravizzini 22’ Crotti 25’ | Marcatori | 72’ (aut.) Bergamaschi |

| Arbitro: | Chiesa (Genova) |

|                 |           |  |
| Basili 39’, 73’ | Marcatori |  |

| 5 settembre 1979 3ª giornata |  | – Turno riposo Pavia |  |  |

| Rho 9 settembre 1979 4ª giornata | Rhodense          | 0 – 0 | Pavia | Stadio Comunale\| Arbitro: \| D'Orlando (Udine) \| |
| Arbitro:                         | D'Orlando (Udine) |       |       |                                                    |

| Arbitro: | Polacco (Conegliano) |

|               |           |                        |
| Bianchessi 4’ | Marcatori | 46’ Monaldo 80’ Basili |

| 23 settembre 1979 6ª giornata |  | – Turno riposo Pavia |  |  |